# كلية نبتة الجامعية
كلية نبتة الجامعية هي إحدى مؤسسات التعليم العالي الخاصة بالسودان، أسّسها البروفيسور الزبير بشير طه برفقة كل من البروفيسور بابكر الحاج موسى والدكتور عبد الرحمن إبراهيم الخليفة والبروفيسور محمد الأمين أحمد وذلك عام 2014. بدأ قبول الطلاب فيها والتدريب في العام الدراسي  2015-2016. سميت بهذا الاسم نسبةً إلى مدينة نبتة مركز المملكة النوبية القديمة التاريخية بشمال السودان.

## الموقع
تقع الكلية في مجمعين هما:
مجمع الرياض: ويضم برامج الصيدلة، علوم الحاسوب، تقنية المعلومات، ويقع في حي الرياض في العاصمة الخرطوم تقاطع شارع المشتل مع شارع عبيد ختم مربع 10 مبني رقم 151.
مجمع كافوري (أ): ويضم برامج الطب والجراحة، طب وجراحة الأسنان، علوم المختبرات الطبية، التمريض، العلوم الإدارية والمالية، ويقع في الخرطوم بحري – كافوري شمال  القنطرة مربع 11 مبنى رقم 117.
مجمع كافوري (ب): أضيف هذا المبنى لاستيعاب طلاب البرامج الجديدة، ويضم عيادة الأسنان وساحة للنشاط الطلابي وقاعات دراسية ومكاتب إدارية.

## البرامج
تمنح الكلية درجة البكالوريوس في البرامج الأتية:
- بكالوريوس الطب والجراحة (عشرة فصول دراسية).
- بكالوريوس طب وجراحة الاسنان (عشرة فصول دراسية).
- بكالوريوس الصيدلة (عشرة فصول دراسية).
- بكالوريوس الشرف في علوم المختبرات الطبية (ثمانية فصول دراسية).
- بكالوريوس علوم الحاسوب (ثمانية فصول دراسية).
- بكالوريوس تقنية المعلومات (ثمانية فصول دراسية).
- بكالوريوس علوم التمريض (ثمانية فصول دراسية).
- بكالوريوس العلوم الإدارية والمالية (ثمانية فصول دراسية).[3]

#### برامج تحت الإجازة
- علم النفس
- العلاج الطبيعي
- الهندسة الطبية

## نظام الدراسة
تتبع الجامعة نظام الفصول الدراسية (semesters) ويتم فيها تقسيم السنة إلى فصلين دراسيين.

## المراكز والإدارات
- مركز نبتة للبحث والإبداع: يهتم المركز بتطوير البحث العلمي في الكلية، ويضم مجموعات بحثية متخصصة مثل مجموعة أبحاث السرطان برئاسة بروفيسر محمد احمد حسن الطيب؛ ومجموعة أبحاث المياه برئاسة دكتورة سلمى عبد الله هباني؛ ومجموعة لابحاث البيئة. يترأس المركز البروفيسر حسن ابو عائشة حامد.

تصدر عن المركز دورية علمية هي "مجلة نبتة العلمية NAPATA Scientific Journal (NSJ)"، حيث صدر العدد الأول منها في مارس 2022. وهي دورية علمية محكمة متعددة التخصصات مفتوحة المصدر، وتنشر أوراق بحثية ومراجعات مؤثرة في أي مجال من مجالات العلوم مسجلة تحت الرقم 2948-3018.
يعكف المركز على إصدار مجلة نبتة للعلوم والدراسات الاجتماعية والتطبيقية Napata Journal of Science & Social and Applied Studies.
- مركز تطوير الأداء الأكاديمي: يعمل على تطوير الأداء الأكاديمي بالكلية وتقديم برامج الدراسات المستمرة، يترأس المركز البروفيسور محمد عبد الله مصطفى النقرابي.
- مركز الجودة والاعتماد: تترأسه الأستاذة تماضر الزبير.
- إدارة المعامل
- المكتبة: تتكون إدارة المكتبات من مكتبتين المكتبة المركزية بمجمع كافوري ومكتبة مجمع الرياض؛ تحتوي مجموعة المكتبة بجانب الكتب العلمية على كتب ومراجع ثقافية، كتب أدب وروايات، مطبوعات حكومية، مشاريع التخرج. تقتني المكتبة مستودعاً رقمياً والفهرس المتاح على الخط المباشر.[1]
- وحدة التعليم الإلكتروني: وهو القسم المسؤول عن منصة التعليم الإلكتروني لكلية نبتة التي تتيح  للطالب والأستاذ الدخول إلى نسخه إلكترونية من المقررات المسجلة ومتابعة ومراقبة كفاءة العملية التعليمية، كما تقدم الوحدة الدعم الفني الخاص بالمنصة للأساتذه وللطلاب وحل مشكلاتهم وعمل ورش دورية للطلاب والأساتذه لمساعدتهم في استخدام المنصة.

## شؤون الطلاب والأنشطة الطلابية
تتولى إدارة شؤون الطلاب إدارة النواحي الاجتماعية والمناشط الرياضية والثقافية بالكلية مثل:
- دورة مشاعل الإبداع: ضمّت جميع الكليات الخاصة بولاية الخرطوم.[7][8]
- منشط السباحة: يقام على مسبح دار الشرطة بالخرطوم ويشمل جمع طلاب الكلية (إناث وذكور) بمعدل ثلاث أيام في الأسبوع للكل.[9]
- منشط ألعاب القوى.
- منشط الشطرنج.
- تنس الطاولة والبلياردو، يتم تنظيم منافسات دورية بساحة النشاط داخل حرم الكلية.
- منشط كرة القدم، حيث يقام دوري المستويات ويتم اختيار اللاعبين البارزين وترشيحهم للعب بمنتخب الكلية.

يوجد في الكلية فرقة كورال تساعد في اكتشاف مواهب الطلاب الفنية والموسيقية وصقلها من خلال التدريبات والبروفات الدورية.
كما تنظم الإدارة عدة نشاطات اجتماعية وبشكل دوري كإفطارات رمضان، الاحتفال بالاعياد للطلاب الوافدين، حلقات تحفيظ القرآن الكريم، البازارات الخيرية، حفل استقبال الطلاب الجدد وتكريم المتفوقين بجانب الأنشطة المجتمعية لمحيط الكلية.
تعتبر كلية نبتة أول مؤسسة تعليمية في السودان تدخل برنامج الرياضة الآمنة للجميع كأحد مقررات برنامج الطب والجراحة، ويحتوي المقرر على شقين عملي ونظري.

## المسؤولية المجتمعية
تنظم الكلية دورياً مجموعة من الأنشطة الصحية والتثقيفية والتوعوية والأيام العلاجية والقوافل الصحية كجزء من متطلبات الدراسة
والمسؤولية المجتمعية والتدريب للطلاب، منها:
- القافلة الصحية لمنطقة وادي الرواكيب.[16]
- حملة التوعية بسرطان الثدي.[17]
- القافلة العلاجيه بقرية السروراب.[18]
- القافلة الصحية لمنطقة الباقير القدامي.[19]
- حملة قادرين لمكافحة مرض السرطان - اليوم العالمي لمكافحة السرطان-.[20][21]

## وصلات خارجية
موقع الكلية الرسمي